# Liste der Baudenkmäler in Emersacker
Auf dieser Seite sind die Baudenkmäler in der schwäbischen Gemeinde Emersacker zusammengestellt. Diese Tabelle ist eine Teilliste der Liste der Baudenkmäler in Bayern. Grundlage ist die Bayerische Denkmalliste, die auf Basis des Bayerischen Denkmalschutzgesetzes vom 1. Oktober 1973 erstmals erstellt wurde und seither durch das Bayerische Landesamt für Denkmalpflege geführt wird. Die folgenden Angaben ersetzen nicht die rechtsverbindliche Auskunft der Denkmalschutzbehörde.
 Die Liste gibt den Stand vom 28. August 2018 wieder und umfasst drei Baudenkmäler.

## Baudenkmäler
| Lage                      | Objekt                                       | Beschreibung | Akten-Nr.             | Bild           |
| ------------------------- | -------------------------------------------- | --- | --------------------- | -------------- |
| Im Schloß 1 (Standort)    | Ehemaliges Schloss                           | Sogenannter Saalbau mit umschließenden Nebengebäuden, ein- bzw. zweigeschossige Dreiflügelanlage mit Satteldach und zwei Rundtürmen mit Haubendächern, Keller 18./19. Jahrhundert, Türme um 1620, Gebäude 1914; Nebengebäude, zweigeschossiger Bau mit Mansardgiebeldach, im Kern 18. Jahrhundert, im 19. und 20. Jahrhundert stark verändert; Nebengebäude, westlich anschließender, dreigeschossiger Bau mit Schopfwalmdach, Mitte 19. Jahrhundert; Nebengebäude, zweigeschossiger Walmdachbau, um 1910. | D-7-72-137-3 Wikidata | weitere Bilder |
| Kirchberg 1 (Standort)    | Katholische Pfarrkirche St. Martin           | Saalbau mit eingezogenem Chor, südlichem Kapellenanbau und nördlichem Satteldachturm, Turm zweite Hälfte 15. Jahrhundert und zweite Hälfte 16. Jahrhundert, Chor und Langhaus 1717, Gnadenbildkapelle von Matthias Kraus 1725, Erweiterung nach Westen 1992/93; mit Ausstattung. | D-7-72-137-1 Wikidata | weitere Bilder |
| Schulstraße 16 (Standort) | Ehemalige Mädchenschule, sogenanntes Kloster | Zweigeschossiger Bau mit Schopfwalmdach und Ecklisenen, im Obergeschoss Hauskapelle mit Ausstattung in neuromanischem Stil, bezeichnet mit „1903“. | D-7-72-137-5 Wikidata | weitere Bilder |

## Ehemalige Baudenkmäler
In diesem Abschnitt sind Objekte aufgeführt, die früher einmal in der Denkmalliste eingetragen waren, jetzt aber nicht mehr. Objekte, die in anderem Zusammenhang also z. B. als Teil eines Baudenkmals weiter eingetragen sind, sollen hier nicht aufgeführt werden. Aktennummern in diesem Abschnitt sind ehemalige, jetzt nicht mehr gültige Aktennummern.

| Lage                       | Objekt    | Beschreibung                           | Akten-Nr.    | Bild      |
| -------------------------- | --------- | -------------------------------------- | ------------ | --------- |
| Schmiedgasse 16 (Standort) | Hausfigur | Heilige, erste Hälfte 18. Jahrhundert. | D-7-72-137-2 | Hausfigur |